# Eleccions generals ruandeses de 1965
Les eleccions generals es van celebrar a Ruanda el 10 de març de 1965, les primeres des de la independència el 1962. En aquella època, el país era un sistema unipartidista amb el MDR--Parmehutu com a únic partit legal. El seu líder, Grégoire Kayibanda, es va presentar sense oposició a les primeres eleccions presidencials del país. La participació fou del 87,6%.

## Sistema electoral
Els 47 membres de les eleccions de l'Assemblea Nacional van ser elegits en deu circumscripcions de diversos membres. Els votants podrien aprovar tota la llista de MDR-Parmehutu, o votar preferentment a un sol candidat.

## Resultats

### President
| Candidat                       | Partit                         | Vots      | %    |
| ------------------------------ | ------------------------------ | --------- | ---- |
| Grégoire Kayibanda             | MDR-Parmehutu                  | 1.236.654 | 100  |
| Nuls/en blanc                  | Nuls/en blanc                  | 24.804    | –    |
| Total                          | Total                          | 1.261.458 | 100  |
| Votants registrats/particiàció | Votants registrats/particiàció | 1,440,440 | 87.6 |
| Font: Nohlen et al.            |                                |           |      |

### Assemblea Nacional
| Partit                    | Vots      | %    | Escons | +/− |
| ------------------------- | --------- | ---- | ------ | --- |
| MDR-Parmehutu             | 1.231.788 | 100  | 47     | +12 |
| Invalid/blank votes       | 28.255    | −    | −      | −   |
| Total                     | 1.260.043 | 100  | 47     | +3  |
| Nuls/en blanc             | 1,440,440 | 87.5 | –      | –   |
| Fonts: Sternberger et al. |           |      |        |     |